# Harald Seeger
Harald Seeger (* 1. April 1922 in Brandenburg an der Havel; † 18. Mai 2015 in Wandlitz) war ein deutscher Fußballspieler, -trainer und -funktionär. Er war von 1967 bis 1969 Trainer der Fußballnationalmannschaft der DDR. In der DDR-Oberliga trainierte er die Berliner Fußballklubs ASK Vorwärts Berlin und 1. FC Union Berlin.

## Sportliche Laufbahn und Leben
Seeger begann seine fußballerische Laufbahn im Alter von neun Jahren beim SV Havel 08 Brandenburg. Von 1937 bis 1942 spielte er beim Brandenburger SC Süd 05, für den er ab 1939 in der Männermannschaft als Rechtsaußenstürmer eingesetzt wurde. Nach dem Zweiten Weltkrieg spielte Seeger bis 1948 bei der SG Volkspolizei Nord Brandenburg und von 1949 bis 1950 als Spielertrainer bei der ZSG Einheit Kyritz.
Von 1952 bis 1954 arbeitete Seeger beim Staatlichen Komitee für Körperkultur und Sport und betreute nebenbei die Fußballmannschaft von Einheit Potsdam (1952 bis 1953). Ab 1954 begann Seeger hauptberuflich als Trainer zu arbeiten, zunächst bis 1957 für die Ostberliner Stadtauswahl und gleichzeitig 1954–1958 bei Motor Treptow in der Bezirksklasse. Nach einem halben Jahr bei Einheit Treptow in der Bezirksliga übernahm er im August 1959 das Training des DDR-Oberligisten ASK Vorwärts Berlin, den er 1960 und 1962 zur DDR-Meisterschaft führte. 1963 wechselte Seeger zum Trainerstab des DDR-Fußballverbandes. Zunächst war er für die Junioren-Nationalmannschaft verantwortlich, mit der er zusammen mit Manfred Pfeifer 1965 das UEFA-Juniorenturnier gewann.
Am 6. Dezember 1967 löste Seeger den vorherigen Nationalmannschafts-Trainer Károly Sós ab. Unter seiner Leitung absolvierte die DDR-Nationalmannschaft 15 Länderspiele, von denen sie fünf gewann und fünfmal unentschieden spielte. Nachdem die DDR am 22. November 1969 mit der 0:3-Niederlage gegen Italien die Qualifikation zur Fußball-Weltmeisterschaft 1970 verpasst hatte, wurde Seeger zum 1. Januar 1970 durch Georg Buschner ersetzt.
Zum Abschluss seiner Laufbahn wurde Seeger zu Beginn der Fußballsaison 1970/71 Trainer des Oberligisten 1. FC Union Berlin. Mit dem fünften Tabellenplatz am Ende der Saison erreichte er das beste Ergebnis des Klubs in der DDR-Oberliga. 1972 beendete Seeger schließlich seine Trainerlaufbahn.